# Jakob Röschmann
Jakob Röschmann (* 20. Juli 1899 in Sandfeld im Kreis Rendsburg; † 19. März 1963 in Flensburg) war ein deutscher Lehrer, Heimatforscher und Prähistoriker.

## Leben
Röschmann entstammte offenbar einem alten holsteinischen Bauerngeschlecht. Er begeisterte sich seit seiner Jugend für Heimatkunde und Ur- und Frühgeschichte. Zum Ende des Ersten Weltkrieges musste er seinen Besuch des Lehrerseminars für den Kriegsdienst unterbrechen. Anschließend setzte er den Besuch des Lehrerseminars fort. 1921 schloss er die erste Lehrerprüfung ab. Ungefähr zwei Jahre später wurde er Lehrer in Bokel und absolvierte die zweite Lehrerprüfung. Seine Prüfungsarbeiten befassten sich mit vorgeschichtlichen Themen. Von 1928 bis 1930 wirkte Röschmann bei der von Alfred Tode initiierten archäologischen Landesaufnahme mit. 1930 setzte er seine vorgeschichtliche Forschertätigkeit in Kappeln fort und wurde zum Landschaftsarchäologen Angelns. Seit 1935 arbeitete Röschmann an seinem Lebenswerk, der archäologischen Landesaufnahme des Kreises Flensburg, bei der er sich nicht nur allein mit prähistorischer Archäologie beschäftigte, sondern auch mit den mittelalterlichen Burgen Angelns. Seine Lehrertätigkeit übte er derweil offensichtlich weiterhin aus und wurde letztlich Mittelschulkonrektor. Jakob Röschmann erlitt beim Abfassen der letzten Seiten des Registers seines umfassenden Buches der Vorgeschichte des Kreises Flensburg einen Herzinfarkt, an dessen Folgen er verstarb. Das 680-seitige Buch, in dem Röschmann noch viele, mittlerweile völlig zerstörte, archäologische Zeugnisse beschrieb, erschien postum.
Im Flensburger Stadtteil Weiche wurde 2002 der Jakob-Röschmann-Weg nach ihm benannt.

## Veröffentlichungen (Auswahl)
- Hünengräber in Angeln. In: Jahrbuch des Angler Heimatvereins. Band 2, 1930/31 (1931), S. 72–91.
- Beiträge zur vorgeschichtlichen Aufnahme des alten Amtes Bredstedt. In: Die Heimat. Monatsschrift des Vereins zur Pflege der Natur- und Landeskunde in Nordelbingen. Bd. 44 (1934), Heft 5, Mai 1934, S. 136–143 (Digitalisat).
- Gräber der jüngeren Steinzeit im Flensburger Stadtgebiet. In: Die Heimat. Monatsschrift des Vereins zur Pflege der Natur- und Landeskunde in Schleswig-Holstein. Bd. 58 (1951), Nr. 2, Februar 1951, S. 62–68 (Digitalisat).
- Hünengräber in Angeln – vor 100 Jahren –. In: Die Heimat. Monatsschrift des Vereins zur Pflege der Natur- und Landeskunde in Schleswig-Holstein. Bd. 58 (1951), Nr. 5, Mai 1951, S. 184–196 (Digitalisat).
- Beteiligt an: Paul Jagusch / Rudolf Karnick / Martin Nissen / Christian Petersen / Jakob Röschmann: Heimatgeschichte für Schleswig-Holstein. Bd. 1: Vorgeschichte, Salle, 1955 (4. Auflage)
- Beteiligt an: Hans Hingst / Hermann Schwabedissen / Karl Wilhelm Struve / Albert Bantelmann / Karl Kersten / Jakob Röschmann: Fundchronik Land Schleswig Holstein, Berlin 1957
- Schalenstein. In: Offa. Berichte und Mitteilungen zur Urgeschichte, Frühgeschichte und Mittelalterarchäologie Band 19, 1963, S. 133–138.
- Vorgeschichte des Kreises Flensburg (= Die vor- und frühgeschichtlichen Denkmäler und Funde in Schleswig-Holstein. Band 6). Wachholtz Verlag, Neumünster 1963.